# Zeynep Oral
Zeynep Oral (Estambul, 15 de febrero de 1946) es una periodista turca, crítica teatral, editora cultural y activista por la paz y los derechos de las mujeres.

## Biografía
Zeynep Birsel se graduó en el American Collegiate Institute en İzmir; también estudió en la École supérieure de journalisme de París (1966) y en el Institut des Etudes Théâtrales de la Universidad de la Sorbona durante 1964-1967. Está casada con Ahmet Oral, y es madre de dos hijos: Emre y Kerem.
En 1972 creó el suplemento cultural turco de referencia, Cultural Review, que dirigió hasta 2001. Trabajó en el diario Milliyet hasta 2001 y colabora en el diario Cumhuriyet. Ha dedicado buena parte de su vida profesional a tender puentes entre las cuestiones sociales y el mundo de la cultura, ha recibido el premio Madres por la Paz de la UNESCO (2000) y la distinción de la Orden de las Artes y las Letras de Francia, entre otros honores. Es fundadora de la organización WINPEACE (Women Initiative for Peace) en favor de las relaciones greco-turcas. Es vicepresidenta honoraria de la Asociación Internacional de Críticos Teatrales y consejera del Festival Internacional de Teatro de Estambul.

## Obras
Entre otros libros ha publicado:
- 1995: Leyla Gencer'e Armağan
- 1995: Kara Sevda
- 1998: Kadmandu'dan Meksika'ya
- 2003: Bir Ses
- 2008: Leyla Gencer Tutkunun Romanı
- 2010: Uzakdoğu'm
- 2010: Kadın Olmak
- 2010: Bu Cennet Bu Cehennem
- 2011: Meslek Yarası
- 2011: O Büyülü İnsanlar
- 2011: Esintiler 2000–2010
- 2012: O Güzel İnsanlar
- 2014: Direniş ve Umut
- 2014: Kadın Gözüyle Yazmak ve Yaşamak
- Leyla Gencer, Opera'nın ilk divas
- Karanlıktaki Işık